# タングステンおじさん
『タングステンおじさん - 化学と過ごした私の少年時代』（英語: Uncle Tungsten: Memories of a Chemical Boyhood） は、ロンドン生まれで後に渡米したneurologist（日本では神経内科医であり、精神科医ではない）でエッセイストのオリバー・サックスの著書。2001年出版（日本訳は2003年早川書房：斉藤隆央訳）
1933年にユダヤ系のエンジニア・医師といった知識人たちに囲まれて生まれた著者の少年時代の思い出と、化学者たちの事跡をとりまぜて、化学の魅力をつづったエッセイである。